# Esprit de Picardie
Esprit de Picardie est un magazine touristique de la région Picardie créé en 2006. Publié tous les six mois, géré et financé par le Comité régional de tourisme de Picardie.

## Sa mission
Le magazine, à l'image du Comité régional de tourisme de Picardie, s'est donné la mission de tenir informé et de mettre à disposition des touristes français et étrangers les informations relatives à la Picardie.
Tous les six mois, le magazine est publié et diffusé gratuitement à travers la France et le monde. Actuellement, dix numéros sont sortis, et un onzième numéro est en préparation.
Le magazine met en avant le patrimoine culturel, gastronomique et naturel de la Picardie, ainsi que les loisirs et autres sorties. Il fait la différence en conseillant des destinations inédites et peu connues en se basant sur l'expérience des Picards qu'il met en avant.
La Picardie a reçu le prix du meilleur CRT (Comité régional du tourisme) aux Rencontres Nationales du e-Tourisme Institutionnel.

## Les Carnets d'Esprit de Picardie
Depuis 2011, Esprit de Picardie propose un blog de bons plans et d'idées voyage en Picardie ainsi qu'une page Facebook proposés par les "Carnetiers", des blogueurs picards d'origine ou d'adoption qui voyagent à la rencontre des picards, du patrimoine régional, du savoir-faire artisanal et des bonnes adresses à découvrir, et assisté depuis peu par les contributeurs.